# Runensteine an der Korpa bro

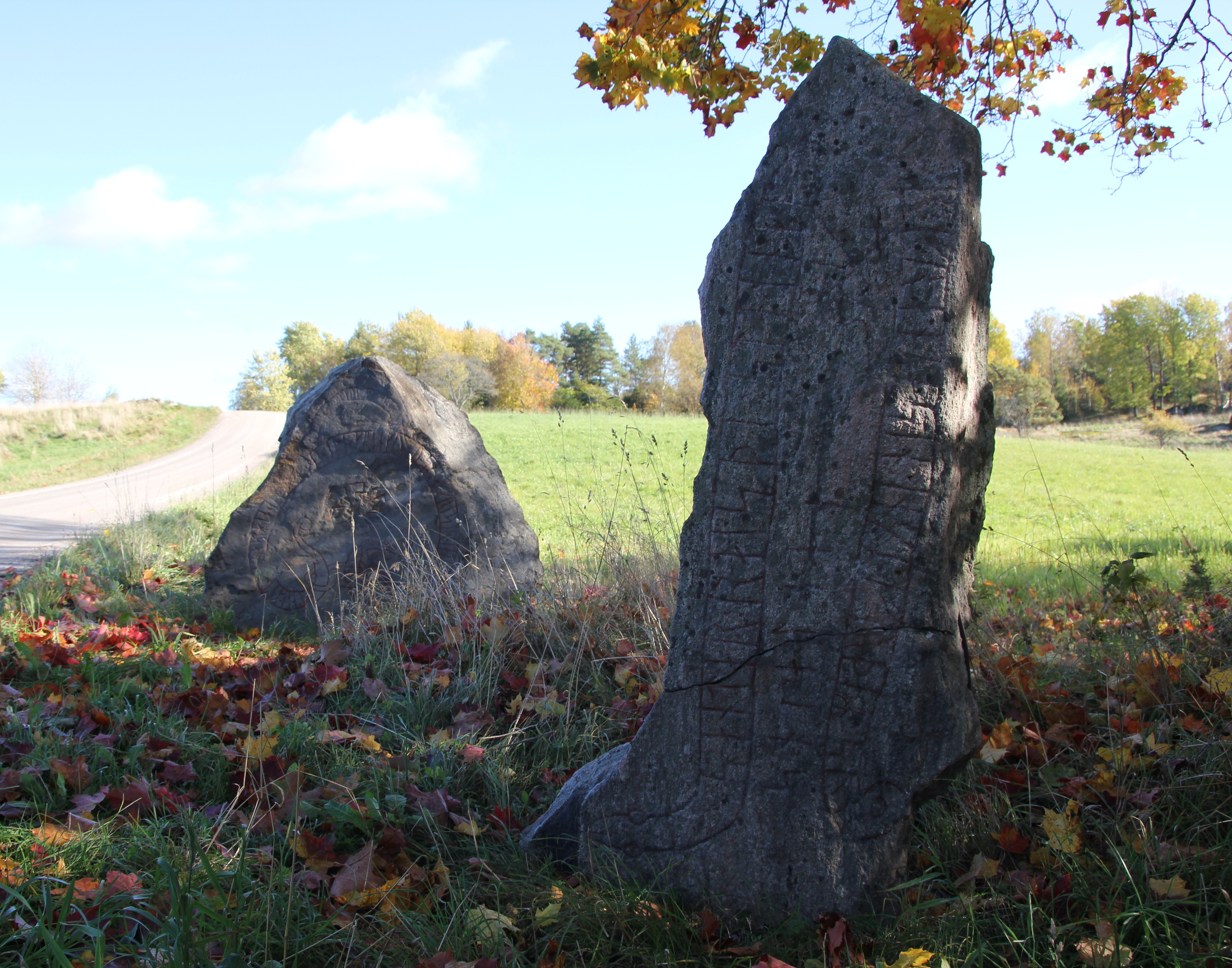
Runensteine Sö 139 und Sö 140

Die Runensteine an der Korpa bro (Samnordisk runtextdatabas Sö 139 und Sö 140 - Ludgo 80:1 und 80:2) letzterer wird auch „Joars sten“ genannt) stehen am Lidsvägen in einem Tal neben dem Bach Lillän, in Ludgo zwischen Lid und Aspa, bei Nyköping in Södermanland in Schweden.

## Runenstein Sö 139
Der Runenstein Sö 139 vermittelt im Gegensatz zu Sö 140, der nebenan steht, eine christliche Botschaft. Das Ornament besteht aus einem Schlangenband, das an der Basis mit einem irischen Koppel verbunden ist. Innerhalb der Ringschlinge steht ein einfaches christliches Kreuz.
Der Text lautet:
„Sten setzte diesen Stein nach Äshed (Æshæiði). Christus gab ihrer Seele Erleichterung, eine gute Frau ... Finn ritzte die Runen“.

## Runenstein Sö 140
Der Runenstein Sö 140 (auch Runenstein von Jursta) wurde 1899 in Jursta gefunden. Kopf und Schwanz des im Vogelschaustil (schwed. Fågelperspektiv; bei dem sie Schlange in Aufsicht dargestellt ist) dargestellten Schlangenornaments weisen omegaartig nach außen zu den Rändern des Steins, anstatt wie üblich nach innen.
Die Inschrift in Runensteinstil Fp (nach Gräslund) stammt aus der Wikingerzeit (1010–1050) und endet in der Mitte des Steins mit einer kreuzförmigen Binderune. Der etwas rätselhafte Text lautet:
„Sandar setzte diesen Stein nach Joar (oder: Ivar), seiner Frau“. Der Rest ist eher unverständlich. Der Text endet mit der heidnischen Formel „Thor schütze“.
Dem Stein fehlt das christliche Kreuz und die entsprechende Widmung. Er scheint für einen heidnischen Mann aufgestellt worden zu sein. Der Anruf des Gottes Thor (þur : uiki) macht den Stein selten. Es gibt nur zwei ähnliche Anrufe Thors auf schwedischen Runensteinen: Runenstein von Rök (|Ög 136) in Östergötland und den Velandasten (Vg 150) in Västergötland.

Runensteine an der Korpa bro
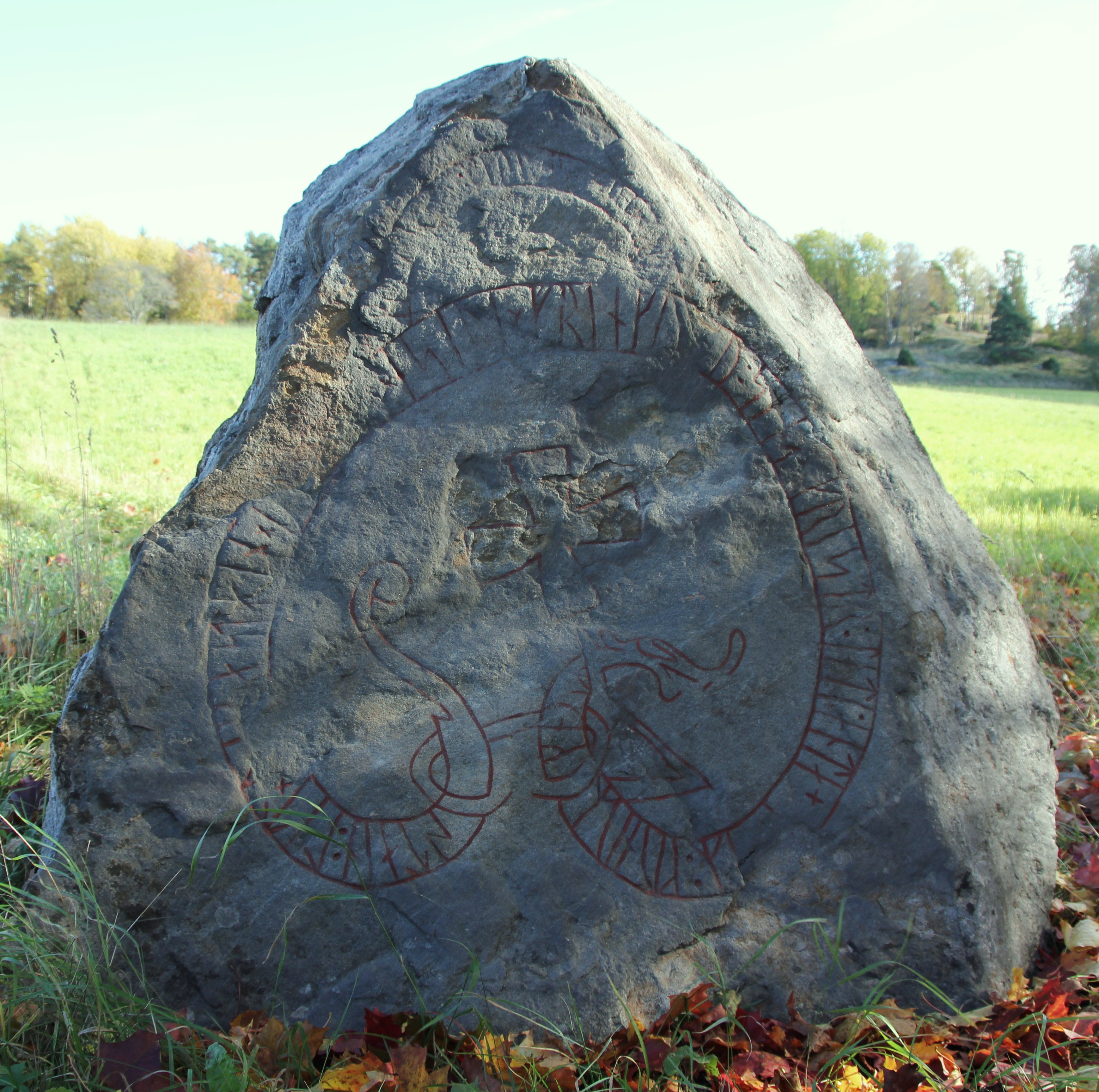
Runenstein Sö 139
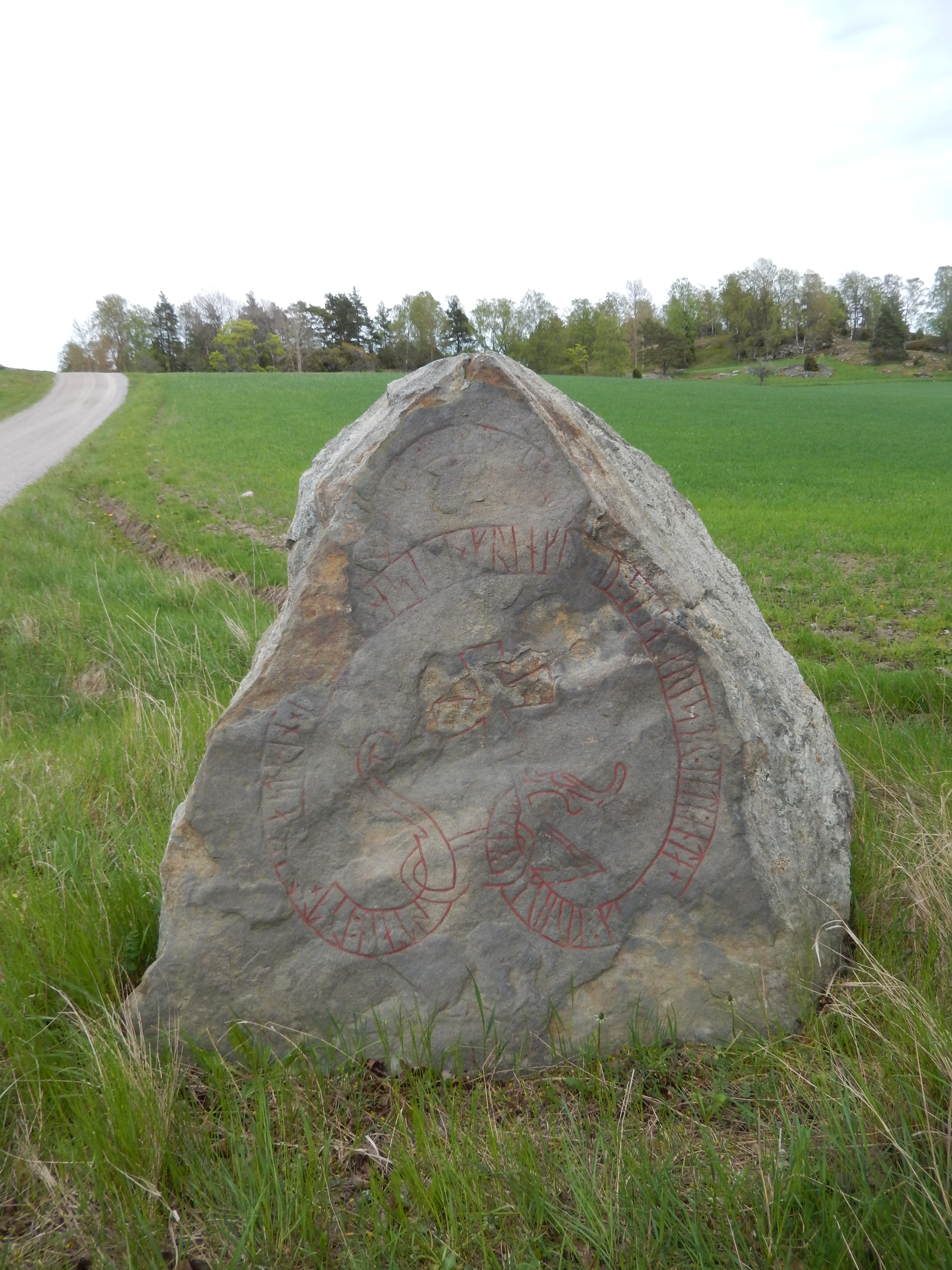
Runenstein Sö 139
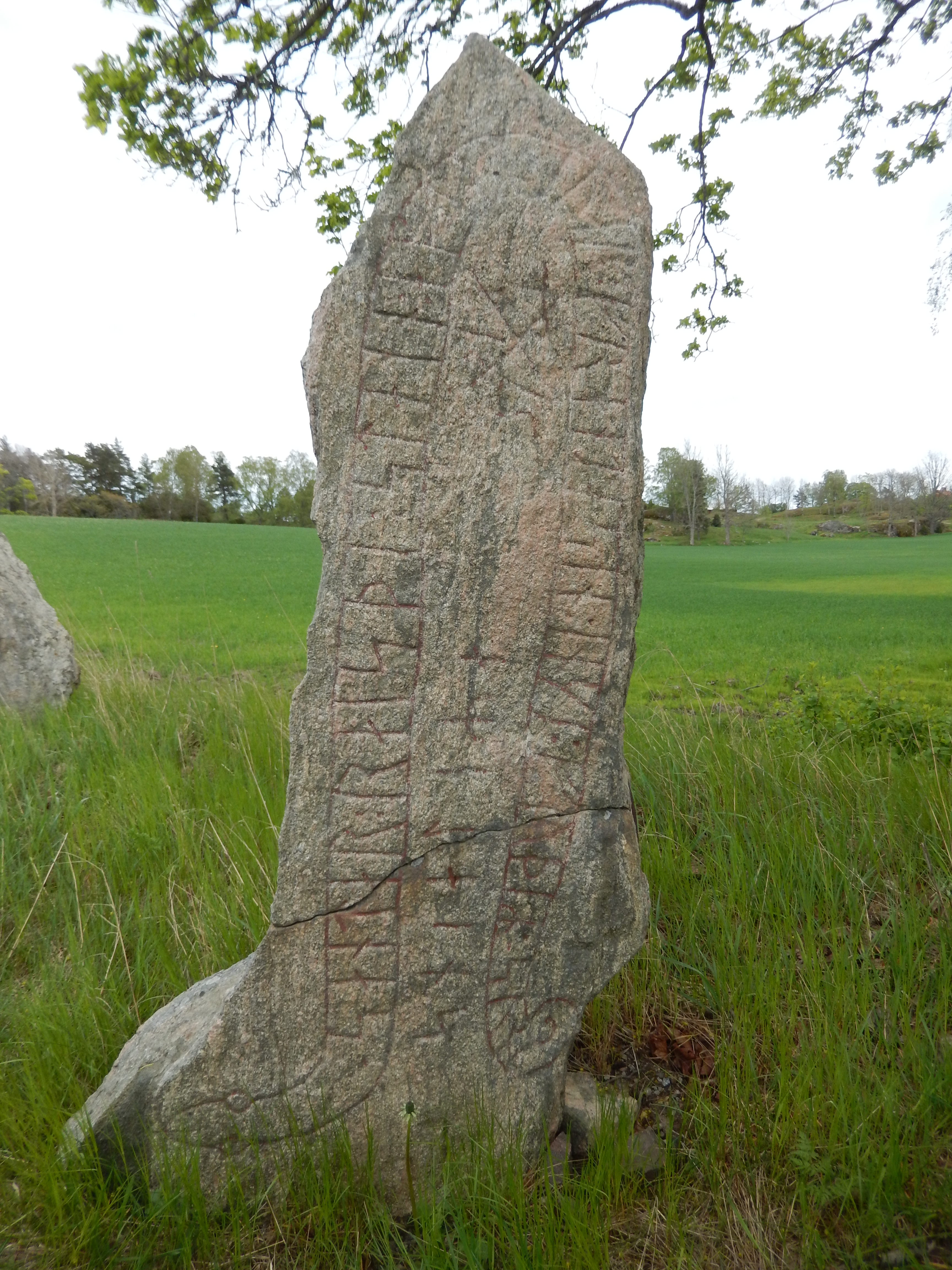
Runenstein Sö 140
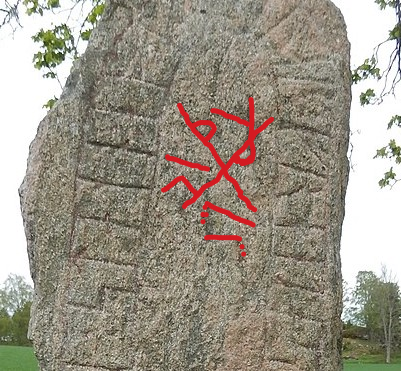
Detail Sö 140

Die Hauptschwierigkeit bei der noch umstrittenen Textdeutung liegt in der kreuzförmigen Binderune, die oben in der Schleife steht, dort wo normalerweise das christliche Kreuz zu finden ist. Der Runologe Erik Brate (1857–1924), der 1899 den Stein als erster erforschte, verglich den Text mit dänischen Steinen, auf denen auch der Gott Thor genannt wird. Seine Interpretation ist weit verbreitet. Andere haben angenommen, dass es sich um die Verte „Sejda“ und einen Angriff auf den Gott Tor handelt.
In der Nähe stehen die Runensteine von Grinda. Vier weitere Runensteine stehen etwa 5,5 Kilometer östlich an der Aspa Bro.